# 出産難民
出産難民（）、お産難民（）は、産科医の減少に伴い顕在化した、病院出産を希望しながらも希望する地域に適当な出産施設がない、あるいは施設はあっても分娩予約が一杯で受け付けてもらえない妊婦の境遇を、行き場を失った難民になぞらえた言葉である。はじめから妊娠中に産科や産院へ（定期的に）受診しない飛び込み出産のことは示さない。

## 経緯

### 安全な出産の確立
近代までの日本では、出産は産婆（現助産師）を呼んで自宅で行うものであった。難産になると母子ともに命を落とすことも珍しくなく、産婦・新生児の周産期死亡率（出産1000件あたりの死亡事故数）は高かった（1950年は、46.6）。
地域に出産を取り扱う産院ができると、出産時や出産後のリスク回避のため、産院に入院して出産する妊婦が増えていった。産婦人科や小児科の医師による高度な周産期医療により、日本の周産期死亡率は激減し世界最低にまでなった（2001年は、3.6）。

### 産科医の負担
しかし、上記のような安全な出産は産科医の労働基準法を度外視した努力に依存するものであった。計画分娩と異なり自然分娩は時を選ばず、妊婦が陣痛発来すれば産科医は外出中でも真夜中でも対応しなければならない。
日本産科婦人科学会が2006年にまとめた「全国周産期医療データベースに関する実態調査の結果報告」() によると、分娩施設等の実数、施設当たり産科医の平均数は日本全国で以下の通りであった。これは厚生労働省の調査を元にした推計（下記括弧内）を下回る結果で、産婦人科を標榜していても、分娩を扱わない場合が多くなったことを反映していると思われる。
実数は以下の通り。出生数は年間111万程度（2004年は1110721）なので、年間で一施設当たり約330件であり、産科医一人当り約140件の出生を担当していることになる。
- 分娩を取り扱う施設の数 - 3320 （5000以上）
  - 病院 - 1280
  - 有床診療所 - 1783
  - 自施設で分娩を取り扱う助産所 - 257
- 分娩に関与する常勤医（大学の医員を含む） - 7985名 （11000以上）

産科医の充足度という点から見ると、
- 大学病院、有床診療所を含む1施設あたりの常勤医数の平均 - 2.45名
- 常勤医が4名以下の病院 - 78.4%
- 常勤医の平均が2以下の県 - 青森、岩手、福島、岐阜、滋賀、愛媛、佐賀、大分

この中で山形、福島、石川、高知、熊本の各県では30%以上の病院が常勤医が一人しかいない一人医師体制であった。医師が一人しかいなければ24時間オンコールの当直を毎日続ける必要があることになる。
また周産期死亡率の低下はお産が危険なものであるという認識を薄れさせた。
しかし労働条件の厳しさ、訴訟リスクの高さに見合うほど報酬が他科に比べて特に高い、というわけでもない。

### 産科の状況
劣悪な労働条件と医療訴訟のリスクにより、医学生に「産科は訴訟リスクが高い」「労働環境が劣悪」「世界最高レベルの医療環境が整っていても、過失により母子に障害等を与えれば逮捕される可能性もある」などの認識が生まれ、産科医を志す人材が減少した。
またかつては体力的にきつい産科は男性向きだと考えられていたが、男性産婦人科医を嫌う患者も多いことから、また出産にあたって男子医学生の立ち会いが嫌われるため、男性が産科医を目指さなくなる風潮が生まれた。35歳以下では女性が産婦人科医の多数を占めるが、女性産婦人科医は自己の妊娠出産育児に対しそのサポート体制が確立されていないため離職を強いられることがしばしばある。
さらに、産婦人科医が分娩を扱わず婦人科のみに転向したり、他科に転向する例が増え始めた。ただでさえ2004年度から始まった臨床研修必修化により大学病院の医局が関連病院に派遣していた研修医を引き上げた時期であり、関連病院の産婦人科が分娩受け入れ困難になるという事態も起こった。臨床研修必修化により憧れのみで産婦人科に入局するものが無くなり、研修医として医療に参加しながら産婦人科を経験しその過剰な勤務や訴訟リスクの高さより敬遠され、「一生懸命やっても逮捕される。」との過剰反応に基づく誤解も生まれ（日本の刑事法は無過失にも責任を問うものではない）、新規の産婦人科医は減少している。産科医数そのものも減少に転じ、産科を標榜し分娩を取り扱う病院が全国的に減少することとなった。また、出産後の新生児の置き去りや出産の診療費の踏み倒しなどの妊婦側のモラル低下が産科医の減少を助長している。
そのため地域によっては「自宅から最も近い産科まで数時間の通院時間を要する」「公立病院での出産が抽選になった」「分娩予約が予定日の6ヶ月前」などという事態がみられ、だれもが産科医の管理下で医学的に安全な分娩をすることは困難な状況になりつつある。また、特に地方では問題が顕在化しつつあり、新聞などでもこれらの状況にある妊婦を「出産難民」として取り上げ報道するようになった。
これらの地方では、分娩施設の集約化、産科医の地方への誘致、助産師の活用などを試みてはいるものの、医師の不足、劣悪な労働条件、訴訟問題の悪循環が改善しない限り出産難民問題の決め手にはならず、今後団塊世代の医師が引退するため、少子化の進展により出産数自体も減少しつつあるがそれを上回るペースで産科医が減少を続けており、日本の産科医療体制は充実しているとは言い難い。
なお、地方に比べて話題になることは少ないが、首都圏でもここ数年、埼玉、千葉、神奈川、山梨などで産科の休止が増えており、東京への出産難民の流入による産科医療体制の危機を指摘する声もある。
2008年には、世田谷区で年500件の出産を扱っていた公立学校共済組合関東中央病院が、産科医全員が大学に引き上げるために産科の閉鎖を発表した。

### 医師の労働基準法違反問題
2009年3月28日に東京都の愛育病院が総合周産期母子医療センターの認定を返上すると発表した
これは、医師が労働基準法に反した長時間労働、時間外手当の不払い（宿直扱い）を行っていることを労働基準監督署に指摘され、是正を勧告されたためであるが、医師不足により是正が不可能のため総合周産期母子医療センターの基準が満たせなくなるためである。愛育病院が抜ければ医療体制に大きな穴が出来るため、東京都は非常勤医師による当直を認め労働基準法の解釈を緩和し、現状を維持したが、医師の過酷な勤務の状態が報道された。この過酷な労働条件が産科医不足の原因のひとつとなっている。

### 産科看護師と内診
保健師助産師看護師法（保助看法）第3条ならびに第30条によれば、助産行為は助産師しか行えず、厚生労働省は平成14年と平成16年の2度にわたり、内診を助産行為とする通達が出された。しかしそれ以前から、産科医の中には医師の指示の下で看護師、准看護師が内診を「診療の補助」として行えると解釈し、産科の看護師等が内診を行っていた経緯があり、内診が助産行為にあたるかどうか厚生労働省と日本産婦人科医会で議論が続いている。
このような状況の中で、助産師の不足（2008年現在、助産師には女性しかなれない）や地域ごとの偏在が指摘されており、一部の産科では看護師等が内診を引き続き行っていた。2006年8月24日、横浜市の「堀病院」が看護師が内診を行ったとして、同法違反容疑で警察に摘発された。

## 医療訴訟
以下に、医療訴訟となった事例を列挙する。
- 福島県立大野病院事件
- 大淀病院事件
- 神奈川県大和市立病院事件

## 世界での状況
アメリカでは、1986年以降EMTALA（緊急的診療・分娩法）という法律があり、救急・出産に関し病院が症状安定の義務を負うため、たらいまわしができない構造になっている。病院は優先順位の高い患者から順に振り分け受け入れなくてはならないし、この症状安定の義務に反した場合厳しい罰則を受けることとなる（ただし医療過誤よりはるかに軽い）。この法律は、病院の救急車であっても病院の所有物とみなされ適用されるし、病院以外の救急車を調達する事は特別な理由を除き許されないとされている。
産科医療体制の崩壊は日本に限った話ではなく、例えばアメリカ合衆国では、州によって医療制度も異なり、産科医の収入の半分が損害賠償保険の掛金（フロリダ州では年間約10万～20万ドル）として消えることも珍しくなく、保険料の高額な州から定額な州へ医師が移動した結果、州によってはほぼ産科医が存在しない町（ミシシッピー州など）も出てきている。このため、介助などの得られない危険な自力出産を強いられる妊婦が増加し、死亡率も上昇傾向になっている。
これらの州では海外から来る移民の産婦人科を使って補っている。
また、アメリカ合衆国では、この他、人工妊娠中絶を行っている産科医は、熱心な中絶反対運動を行っている者に殺害されるケースもある。

## 統計
「人口動態統計」より
妊産婦死亡率（出生10万あたり）
| ＼     | 日本 | アメリカ | ドイツ | イギリス |
| ------ | ---- | -------- | ------ | -------- |
| 1975年 | 28.7 | 12.8     | 39.6   | 12.8     |
| 1985年 | 15.8 | 7.8      | 10.7   | 7.0      |
| 1995年 | 7.2  | 7.1      | 5.4    | 7.0      |
| 2004年 | 4.4  | 10.0     | 3.7    | 6.0      |

周産期死亡率（満28周以降の死産＋早期新生児死亡、出生1000あたり）
| ＼     | 日本 | アメリカ | ドイツ | イギリス |
| ------ | ---- | -------- | ------ | -------- |
| 1975年 | 16.0 | 20.7     | 19.4   | 19.9     |
| 1985年 | 8.0  | 11.2     | 7.9    | 9.9      |
| 1995年 | 4.7  | 7.6      | 6.9    | 7.5      |
| 2005年 | 3.3  | 7.0      | 5.9    | 8.5      |

## 関連報道
- 県立奈良病院の産科医2人、県を提訴 激務改善求め 2006年12月09日 朝日新聞
- 産科医が超勤手当1億円と設備改善を要求 奈良県立病院 2006年10月22日 朝日新聞
- 奈良県警が業務上過失致死容疑で捜査へ 妊婦死亡問題 2006年10月18日 朝日新聞
- 奈良の妊婦が死亡 18病院が転送拒否 2006年10月17日 朝日新聞 (奈良県大淀町立大淀病院） 
  - 奈良・大淀病院、分娩対応中止へ　県南部のお産の場消える 2006年12月22日 朝日新聞
- 「産科」看板に偽り？「出産扱わぬ」35% 産科婦人科学会調査 （2006年6月15日）読売新聞[リンク切れ]
- 連載【どうする？私たちのお産】 読売新聞
(1)“お産難民”深刻に 分娩予約は抽選 閉院も続々(2006年6月13日)読売新聞[リンク切れ]
(2)現実にらみ 産院存続運動 （2006年6月15日）[リンク切れ]
(3)大病院の分娩室を“開放" (2006年6月15日)[リンク切れ]
- 妊婦死亡、医師を書類送検 大和高田市立病院(2006年6月6日)朝日新聞・関西
- 県内の産科、10年で3割減( 2006年6月1日)神戸新聞
- 赤ちゃん、どこで産めば 減る産婦人科医、増える「出産難民」(2006年5月26日)朝日新聞・西部朝刊
- 全国138病院が分娩休止 出産の場急減(2006年5月14日) 朝日新聞
- 地域の病院が分娩から撤退 産婦人科医10年で8%減(2006年5月5日)朝日新聞
- （お産が危ない！）消える産婦人科、増える「出産難民」(2006年5月5日)朝日新聞大阪版
- [解説]産科医減少 対策は (2006年5月4日)読売新聞[リンク切れ]
- 産婦人科医、2年で8%減 非常勤への異動など影響か(2006年4月24日)朝日新聞
- 産婦人科医が不在、分娩できず 島根・隠岐諸島(2006年4月4日)（朝日新聞）
- 産科「消滅」の非常事態 どこで産んだらいいの？(2006年4月3日) AERA
- 県立足柄上病院：医師確保も…お産、抽選か先着順 新体制、月10件が限度(2006年3月8日)毎日新聞・神奈川版（Gsearchでは"出産難民"初出）
- JNNイブニング・ニュース シリーズ「お産難民」（2006年 - ）